# Denticynorta
Denticynorta is een geslacht van hooiwagens uit de familie Cosmetidae.
De wetenschappelijke naam Denticynorta is voor het eerst geldig gepubliceerd door Roewer in 1947. 

## Soorten
Denticynorta is monotypisch en omvat slechts de volgende soort:
- Denticynorta dentica